# Swertia virescens
Swertia virescens är en gentianaväxtart som beskrevs av H. Smith. Swertia virescens ingår i släktet Swertia och familjen gentianaväxter. Inga underarter finns listade i Catalogue of Life.